# Agustín Felix Esbri
Agustín Félix Esbrí (Castellón de la Plana, 14 de marzo de 1979) es un deportista español que compitió en atletismo profesional en la categoría de decatlón.

## Trayectoria
Formado en el Club Playas de Castellón. Se especializó en pruebas combinadas. 
En 2006 batió el récord catalán de decatlón con 7.845 puntos. Fue 26 veces internacional con la selección española y participó en el Campeonato del Mundo de 2007 y 2009, en el Campeonato de Europa en pista cubierta de 2009, y en el Campeonato de Europa de 2010. 
Ganó dos Campeonatos de España de decatlón en 2006 y 2010, y tres de heptatlón en pista cubierta en 2006, 2010 y 2011. Ganó la medalla de plata en el Campeonato Iberoamericano de 2010.